# 索默勒 (瓦兹省)
索默勒（法語：Sommereux）是法国瓦兹省的一个市镇，属于博韦区（Beauvais）格朗德维利耶尔县（Grandvilliers）。该市镇总面积12.97平方公里，2009年时的人口为396人。

## 人口
索默勒人口变化图示